# Patricia Janečková
Patricia Burda Janečková (18 tháng 6 năm 1998 – 1 tháng 10 năm 2023) là một ca sĩ giọng nữ cao sắc màu người Slovakia. Janečková là người chiến thắng trong chương trình truyền hình Talentmania của Séc-Slovakia vào tháng 11 năm 2010 ở tuổi 12, và cô còn được quốc tế  biết tới rộng rãi thông qua việc xuất hiện trên sóng truyền hình CNN ngay sau khi chiến thắng cuộc thi.

## Đầu đời
Janečková được sinh ra ở Münchberg với cha mẹ người Slovakia. Bố cô là Martin Janeček, nghệ sĩ contrabass và mẹ là Zuzana Janečková, một người từng chơi violin. Ngay sau khi chào đời không lâu, gia đình cô chuyển đến Ostrava ở Cộng hòa Séc. Cô bắt đầu ca hát từ năm bốn tuổi. Sau khi học xong tiểu học, cô bắt đầu học thanh nhạc tại Nhạc viện Janáček ở Ostrava.

## Sự nghiệp chuyên nghiệp
Janečková có buổi biểu diễn đầu tiên trước công chúng tại Nhà hát Antonín Dvořák cùng với Dàn nhạc giao hưởng Janáček. Sau đó, cô tiếp tục giành chiến thắng trong cuộc thi Talentmania năm 2010 ở tuổi 12 với hơn 1 triệu phiếu bình chọn.
Năm 2014, cô giành chiến thắng trong cuộc thi thanh nhạc quốc tế tại Concorso Internazionale di Musica Sacra ở Roma.
Cô tiếp tục biểu diễn trước công chúng trong khi học riêng với nữ ca sĩ giọng nữ cao người Séc Eva Dřízgová-Jirušová.
Năm 2017, cô đã vào vai diễn Galatea trong vở Acis and Galatea của Handel với Collegium Marianum trong khuôn khổ của Lễ hội âm nhạc Janáček.
Janečková phát hành album đầu tay mang tên mình vào năm 2011, ở tuổi 13. Cô tiếp tục hợp tác với nghệ sĩ kèn oboe người Séc Vilém Veverka trong một album Giáng sinh năm 2022.

## Đời tư
Janečková kết hôn với nam diễn viên Vlastimil Burda vào tháng 6 năm 2023.

### Bệnh tật và qua đời
Vào ngày 10 tháng 2 năm 2022, Janečková đã thông báo trên trang Instagram của mình rằng cô được chẩn đoán mắc bệnh ung thư vú và sẽ tạm dừng sự nghiệp mà không có xác định thời gian rõ ràng. Sau đó, một buổi hòa nhạc gây quỹ được tổ chức vào tháng 1 năm 2023 bởi Radio Čas để hỗ trợ việc điều trị cho cô, với sự góp mặt của các nghệ sĩ nổi tiếng Čechomor, Martina và Lukáš Vlček (actor), Hana Fialová và Tomáš Krpec. Janečková trở lại sân khấu vào ngày 15 tháng 12 năm 2022 với vai diễn Esmeralda trong vở opera hài kịch Cô dâu bị bán đi của Smetana. Mặc dù ban đầu có dấu hiệu điều trị thành công, Janečková vẫn qua đời vì căn bệnh này vào ngày 1 tháng 10 năm 2023 ở tuổi 25. Cô được chôn cất tại Nghĩa trang Ondrejský ở Bratislava.

## Album
- Patricia Janečková (Sản xuất Bellevoice, 2011)[4]
- Album Giáng Sinh – với Vilém Veverka ( Supraphon, 2022) [14]